# Oryctes monardi
Oryctes monardi är en skalbaggsart som beskrevs av Beck 1942. Oryctes monardi ingår i släktet Oryctes och familjen Dynastidae. Inga underarter finns listade i Catalogue of Life.